# Свети Сава (Бер)
„Свети Сава“ (на гръцки: Άγιος Σάββας) или „Света Богородица Кириотиса“ (Παναγία Κυριώτισσα) е средновековна православна църква в южномакедонския град Бер (Верия), Егейска Македония, Гърция, един от най-важните византийски паметници в града. Храмът е енорийски.

## История
Храмът е построен в XIV век. Първоначално е трикорабна базилика с дървен покрив. В началото на XIX век на няколко пъти е преустройван и от първоначалния храм са запазени само източната стена и стените на протезиса и диаконикона, както и апсидата на светилището с впечатляващата керамопластична декорация, в която с тухли се чете ΠΑΛΑΙΟΛΟΓΙΝΑ. Във вътрешността са запазени ценни стенописи от XIV век, забележителни с реалистичния си стил, както и ценни византийски икони. Църквата дълги години е известна като „Света Богородица Кириотиса“.